# フマキラー囲碁マスターズカップ
フマキラー囲碁マスターズカップ（フマキラーいごマスターズカップ）は、日本の囲碁棋戦である。50歳以上の現役七大タイトルホルダーおよび経験者を中心に争われる。2011年創設、2019年終了。優勝賞金額500万円、準優勝150万円。

## 概要
- 主催 日本棋院
- 協賛 フマキラー株式会社
- 参加資格 第1回は、50歳以上の現役七大タイトル保持者・経験者のみ。第二回より、七大タイトル経験者及び現役タイトル者が16人に満たない場合、50歳以上の現役賞金ランキング上位によって予選が行われる。第4回からは、前期優勝者及び準優勝者は七大タイトル保持・経験がなくとも本戦より出場となった。

第1回から第3回まで エステー株式会社も協賛しており、エステー&フマキラーを冠していた。

## ルール
- ノックアウトトーナメント戦
- コミ6目半
- 持ち時間は1人2時間。5分前から秒読み。

## 歴代優勝者・ベスト4
| 期 | 年   | 優勝               | 準優勝             | ベスト4            | ベスト4            |
| -- | ---- | ------------------ | ------------------ | ------------------ | ------------------ |
| 1  | 2011 | 二十五世本因坊治勲 | 小林光一元棋聖     | 小林覚元棋聖       | 二十四世本因坊秀芳 |
| 2  | 2012 | 王銘琬元本因坊     | 二十五世本因坊治勲 | 片岡聡元天元       | 工藤紀夫元王座     |
| 3  | 2013 | 小林覚元棋聖       | 石井邦生九段       | 王銘琬元本因坊     | 山城宏元王冠       |
| 4  | 2014 | 二十五世本因坊治勲 | 小林覚元棋聖       | 石井邦生九段       | 小林光一名誉棋聖   |
| 5  | 2015 | 二十五世本因坊治勲 | 武宮正樹元名人     | 小林覚元棋聖       | 山城宏元王冠       |
| 6  | 2016 | 小林光一名誉棋聖   | 淡路修三九段       | 小林覚元棋聖       | 王銘琬元本因坊     |
| 7  | 2017 | 小林覚元棋聖       | 趙治勲名誉名人     | 二十四世本因坊秀芳 | 王立誠元棋聖       |
| 8  | 2018 | 依田紀基元名人     | 片岡聡元天元       | 趙治勲名誉名人     | 王立誠元棋聖       |
| 9  | 2019 | 趙治勲名誉名人     | 小松英樹九段       | 小林光一名誉棋聖   | 依田紀基元名人     |

## 棋戦の終了
2019年の第9回で本棋戦は終了した。日本棋院理事長の小林覚は、棋戦終了の理由として、第9回にも出場していた依田紀基が同年6月にTwitter上で日本棋院理事会の執行部を繰り返し批判し、大会の名誉を傷つけたことを挙げている。フマキラー側の受け取り方としては、依田のTwitterでの批判によって大会の名を傷つけられたという意向があったとする報道や、関与しないところで棋院と依田の間でトラブルがあり、対局中止などの看過できない問題も生じたことから大会の継続は不可能と判断したとする報道がある。6月29日に予定されていた本戦準決勝の依田対小松英樹戦は、小松の不戦勝となっている。
依田は、7月の報道ではTwitterでの自身の行為に誤りがあったことを認め、自身のTwitterやブログも閉鎖した。その後、10月31日に改めて記者会見を行い、自身の行為について改めて謝罪。そのうえで、棋戦の終了は自身のTwitterでの執行部批判が直接の原因ではないとする見解を示すとともに、依田が自らの意思で不戦敗を選んだとした当時の日本棋院の発表は事実と異なることなどを主張した。また、依田は2月に脳梗塞を患って入院しており、本件にまつわる強度のストレスで「命の危機すら感じる精神状況になっている」とも語った。記者会見に同席した依田の弁護士は、「対局停止といった重度の処分は不相当」「スポンサー撤退で、棋士個人が責めを負わされるのも不相当」とした。一方、依田の記者会見について、日本棋院は「継続調査中の事案であり、現時点でのコメントは控えたい」と回答した。
翌2020年2月12日、日本棋院は、依田のTwitter等での理事会批判について「『社会の範』として行動すべき日本棋院所属棋士としての責務に反し、当院の秩序を乱し、名誉を損ね、ひいては当院の支援者がスポンサーを務める棋戦を終了させる重大な結果を招来した」などとし、棋士規定に違反するものとして依田に同日より半年間の対局停止処分を下した。この処分について、依田の代理人弁護士は「到底承服しかねます。精査の上、法的措置も含めた対応を検討してまいります」とコメント。東京地方裁判所に処分の中断を求める仮処分を申請し、3月11日、東京地裁の和解勧告に従う形で対局停止処分は一時的に停止された。
しかし、2022年10月14日、東京地裁は本棋戦の終了が依田の言動に起因するという日本棋院の主張を認定し、依田の行為は正当化できないと判決。依田の対局停止処分も再開された。依田は判決が事実とは異なる日本棋院の主張に基づいているとして、控訴する意向を示している。
なおフマキラーは2021年からこれに代わる棋戦としてフマキラー囲碁女流ブレーンズマッチを開催している。